# Gyula Strommer
| Odkryte planetoidy: 1 | Odkryte planetoidy: 1 |
| --------------------- | --------------------- |
| (1537) Transylvania   | 27 sierpnia 1940      |

Gyula Strommer (ur. 8 maja 1920 w Nagyenyed, zm. 28 sierpnia 1995 w Budapeszcie) – węgierski matematyk, inżynier mechanik i astronom. Odkrył jedną planetoidę.
W uznaniu jego pracy jedną z planetoid nazwano (254876) Strommer.